# Зенкер

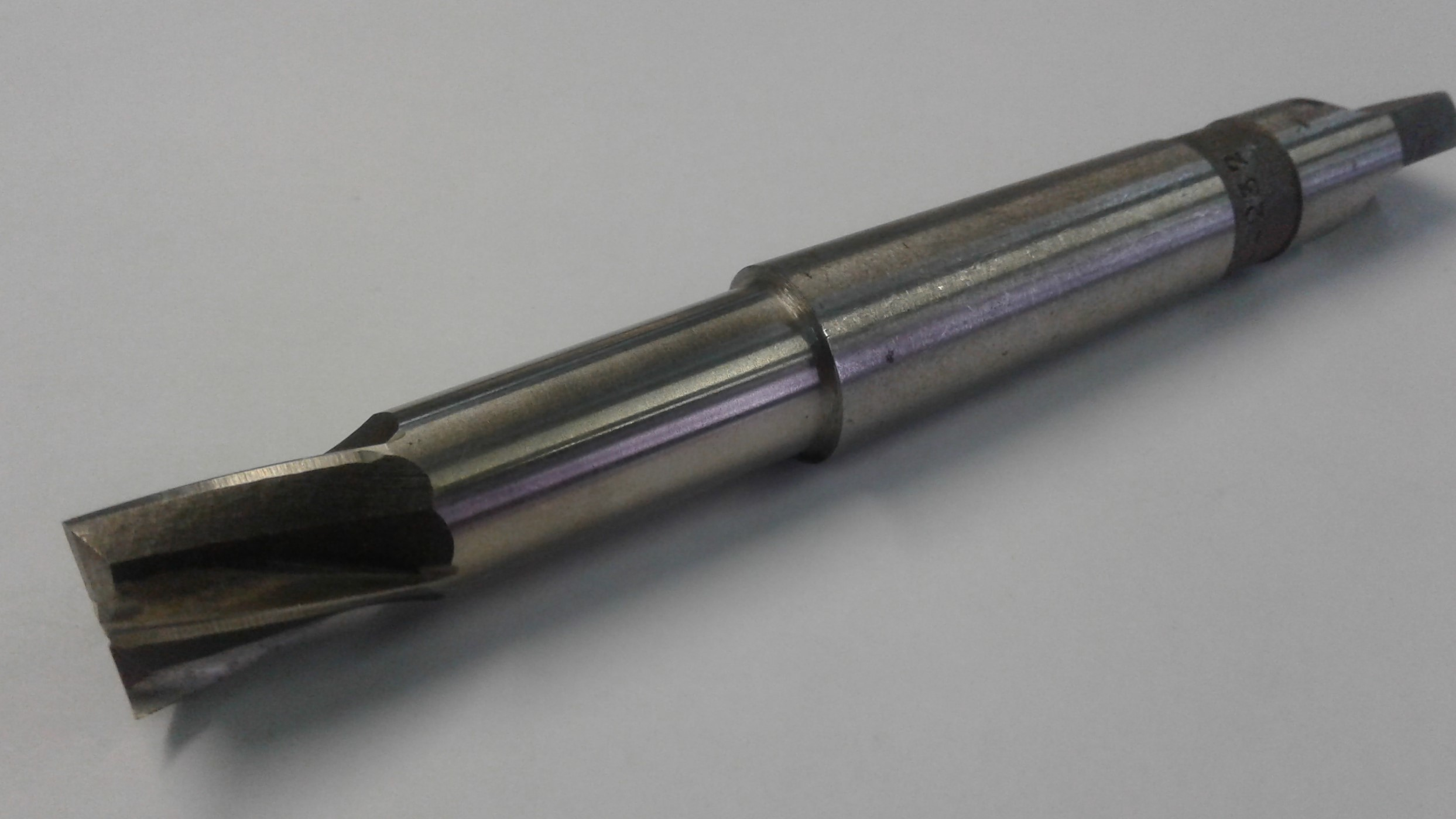
Зенкер

Зенкер (нем. Senker) — многолезвийный (3 и более режущих кромок) режущий инструмент для обработки цилиндрических и конических отверстий в деталях с целью увеличения их диаметра, повышения качества поверхности и точности. Работа зенкером называется зенкерование. Зенкерование является получистовой обработкой резанием.
Зенкеры бывают с припуском для последующего развертывания (зенкер N1) или с квалитетом H11 (зенкер N2).
Часто зенкером ошибочно называют другой режущий инструмент — зенковку.

## Назначение зенкерования
Зенкерование как получистовая и, отчасти, чистовая операция механической обработки имеет следующие основные назначения:
- Очистка и сглаживание поверхности отверстий: перед нарезанием резьбы или развёртыванием;
- Калибрование отверстий: для болтов, шпилек и другого крепежа.

## Выполнение зенкерования. Виды зенкеров
Зенкерование является точной операцией механической обработки и требует высокой мощности, соответственно, является машинной операцией и выполняется на следующих станках:
- Сверлильные станки всех типов: наиболее часто.
- Станки токарной группы: наиболее часто.
- Расточные станки: часто как вторичная операция.
- Фрезерные: часто.
- Агрегатные станки: как одна из операций в автоматической линии.

Основные виды зенкеров:
- Зенкеры машинные цельные с метрическим конусом либо конусом Морзе;
- Зенкеры насадные.

Зенкеры машинные цельные внешним видом напоминает сверло и состоит из тех же элементов, но имеет большее количество режущих кромок и спиральных канавок.
Зенкеры изготовляют из быстрорежущих сталей,  инструментальных сталей с твердосплавными пластинами или цельнотвердосплавными.
При зенкеровании широко применяются смазочно-охлаждающие вещества.